# Tim Dillon
Timothy Dillon, detto Tim (Franklin Grove, 21 marzo 1963), è un ex cestista statunitense, professionista in Italia e in Spagna.

## Carriera
Venne selezionato dai Chicago Bulls al terzo giro del Draft NBA 1984 (49ª scelta assoluta).